# Avalanche de 1970 à Val-d'Isère
À Val-d'Isère en Savoie, le 10 février 1970 vers 8 h du matin, à la suite de très grosses chutes de neige les jours précédents, une avalanche de gros volume touche très brutalement le centre UCPA installé au fond de la vallée, relativement peu éloigné de l'église du vieux village.
Plusieurs dizaines de victimes (morts et blessés) sont déplorées dans le chalet de l’UCPA.

## Description de l'accident
Le 10 février 1970, vers 8 h du matin, à la suite de très grosses chutes de neige les jours précédents, une avalanche de gros volume se détache vers 2 900 mètres d'altitude depuis la pointe du Front (2 960 mètres, 45° 27′ 43″ N, 6° 59′ 34″ E), située au nord-nord-est du centre de Val-d'Isère. Elle dévale en poudreuse jusqu'au fond de la vallée, vers 1 840 m, y franchit l'Isère puis la route du col de l'Iseran pour finir sa course en frappant le foyer UCPA,. Le Conseil d'État reconnaît sa violence exceptionnelle,.

## Conséquences
Trente-neuf jeunes meurent ensevelis,, principalement dans la salle à manger dont les vitres ont facilement explosé sous l'impact de l’avalanche. Trente-sept autres personnes sont blessées. Il s’agit de la plus grosse catastrophe due aux avalanches en France depuis celle d'Ortiporio (Haute-Corse) en 1934. Le centre de plein air abritait à cette époque de l'année 194 vacanciers.
Ce fut un réel choc national, à l'époque du plein développement touristique des domaines skiables. La catastrophe du plateau d'Assy, survenue deux mois plus tard, renforça encore la nécessité de la prise en compte des risques naturels en France.

## Gestion post-accidentelle

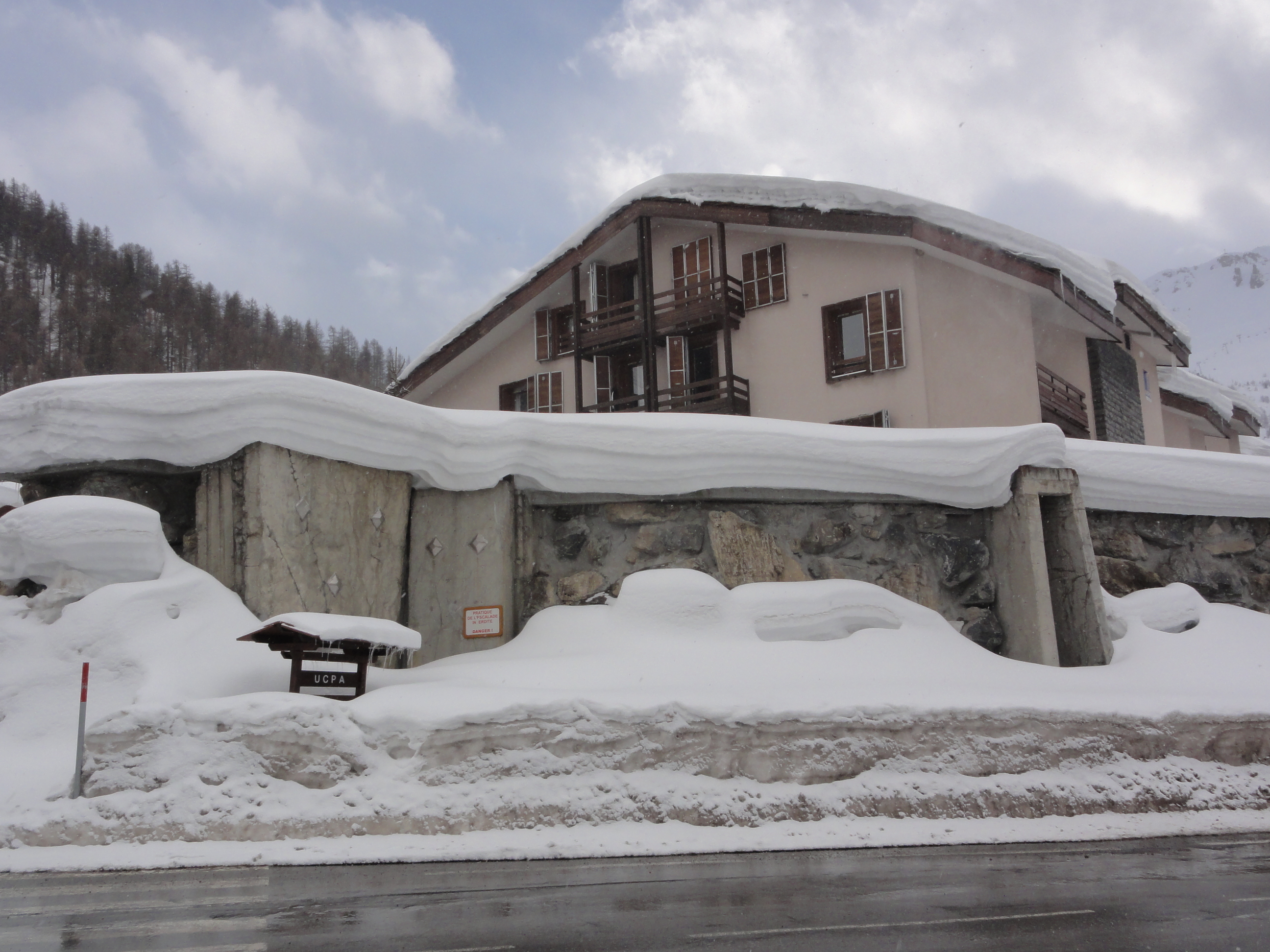
Chalet UCPA de Val-d'Isère (Savoie, France), en mars 2013 ; la vue est celle depuis la route départementale qui mène au col de l'Iseran et orientée vers le point d’arrivée de l'avalanche de février 1970. Un mur de béton armé couvert de pierres est désormais visible en protection du chalet.

À la suite de ces événements, l'ANENA (l'Association nationale pour l'étude de la neige et des avalanches) est créée,.
Un procès au tribunal administratif, poursuivi en appel jusqu'au Conseil d'État, décision du 14 mars 1986, condamna conjointement l'État et la commune, à supporter chacun 50 % des conséquences dommageables du sinistre.
La première carte française de localisation des phénomènes d'avalanche (CLPA) fut réalisée dès l'été 1970 (celui qui suivit immédiatement la catastrophe) en Haute-Tarentaise, à Val-d'Isère. Le premier zonage « risque naturel montagne » en France fut établi, aussi à Val-d'Isère, dès 1975 : il était conçu de manière spécifique pour les avalanches. Depuis, un plan de prévention des risques naturels et un plan communal de sauvegarde ont été établis et sont régulièrement mis à jour.
Le centre UCPA a été reconstruit avec des mesures de protection paravalanches (disposition, murs renforcés, petites ouvertures, volets solides, etc.). De nombreuses autres protections ont été réalisées : plus de 2 km de pare-avalanches métalliques ont été installés dans la zone de départ, un mur de béton armé couvert de pierres et faisant office de pare-avalanche a été construit en bordure de la route du col de l’Iseran, près de l’emplacement de la baie vitrée de la salle à manger qui avait explosé sous l’impact de l’avalanche.